# Udea sheppardi
Udea sheppardi là một loài bướm đêm trong họ Crambidae.